# Prakrit
Prakrit (sanskrit: प्राकृत, prākṛta: "naturlig, almindelig, vulgær") er en udstrakt familie af indiske sprog og dialekter, som blev talt i oldtidens Indien.
Prakriterne var folkelige sprog til almindelig tale. De er videreudviklinget af sanskrit eller vedisk og står som modsætning til sanskrit som vedvarende blev brugt som skriftsprog. Nogle prakriter udviklede også deres egen litteratur.
Den mest kendte prakrit er pali, som bruges i Tripitaka og andre buddhistiske skrifter. Det læres og bruges stadig i buddhistiske templer. Pali har gennem buddhismen fået indflydelse på andre sprog som khmer og thai.
Der er forskellige opfattelser af, hvilke sprog skal medregnes til prakriterne. Nogle siger alle sprog, som er udviklet fra sanskrit, andre afgrænser dem til nærmere bestemte (men ikke nødvendigvis sammenfaldende) perioder, eller efter hvilke religioner de talende tilhørte – og de vil så næppe medregne pali.